# Gaisreuth
Gaisreuth ist ein Gemeindeteil der Stadt Lauf an der Pegnitz im Landkreis Nürnberger Land (Mittelfranken, Bayern). Gaisreuth liegt in der Gemarkung Oedenberg.

## Lage
Die Einöde Gaisreuth wird durch eine Gemeindestraße an das öffentliche Straßennetz angebunden, die in der Ortschaft endet.

## Geschichte
Gaisreuth und Simmelberg gehörten einst zu Oedenberg, ehemals Sitz eines Dienstmannengeschlechts auf dem Boden des Deutschen  Reiches. Die erste Erwähnung geht in das Jahr 1287 zurück. Gaisreuth wurde mit Oedenberg 1796 von Preußen besetzt und 1810 bayerisch. 1843 kam Oedenberg vom Bezirk Erlangen zu Lauf und wurde am 1. Juli 1971 in die Stadt Lauf an der Pegnitz eingegliedert.